# Monotropoideae
Monotropoideae  é uma subfamília de plantas dicotiledóneas da família Ericaceae. Segundo Watson & Dallwitz a família comporta uma quinzena de espécies repartidas em 10 géneros:
- Allotropa Torr. et Gray
- Cheilotheca
- Hemitomes Gray
- Monotropa L.
- Monotropastrum
- Monotropsis Schwein. ex Ell.
- Pityopus Small
- Pleuricospora Gray
- Pterospora Nutt.
- Sarcodes Torr.

São plantas mais ou menos suculentas, saprófitas ou parasitas, sem clorofila.
A classificação filogenética incorpora esta família nas Ericaceae.